# Старшокласниця. Першокурсниця
"Старшокласниця. Першокурсниця" – роман української письменниці Анастасії Левкової. Книга була видана в 2018 році. У центрі сюжету десятикласниця, що навчається в десятому класі, мріє про вступ до академії в Києві та проживає перші любовні переживання.

## Сюжет
Події розгортаються в маленькому містечку на Луганщині на початку 2000-х років. Твір є частково автобіографічним, проте імена персонажів, деякі події та діалоги змінено.
Ліля Маринник – десятикласниця, що переживає складні події у житті. Незважаючи на чудову та турботливу сім’ю, вірних друзів, школярка страждає від душевних мук через безнадійну закоханість у Бестужева – ерудованого одинадцятикласника з іншої школи, що привернув її увагу своїм інтелектом. Думки її сповнені ще й важливішим питанням – куди вступати й чим займатись у житті? Ліля втомлена постійними олімпіадами та невдоволена хабарництвами в системі освіти. Протягом твору ми бачимо розвиток персонажа, її злети та падіння, розчарування та прийняття, бунт та формування життєвої позиції. Але насамперед віру – велику та сильну. У себе, свою державу, свої вчинки та Бога!
Книга повертає нас у часи, коли тільки почали з’являтися мобільні телефони, школярі ходили після уроків у місцеві клуби та слухали шансон, друзі спілкувалися через листи, а промову президента виголошував уже багато років поспіль Кучма. 

## Головні герої
- Лілія Маринник – десятикласниця, головна героїня твору. Надзвичайно розумна, читає багато книг. Незважаючи на те, що вигравала багато олімпіад, не закінчила школу з золотою медаллю. У рідному місці зазвичай говорила російською мовою, щоб не здаватися занадто розумною чи не такою, як усі, проте після вступу до академії повністю перейшла на українську. Часто помиляється та вагається, визнає свої помилки та йде далі.

- Бестужев – хлопець, у якого закохана головна героїня. На початку твору він навчається в одинадцятому класі, переможець олімпіад з англійської мови. Не раз зазначали, що він говорить літературною російською мовою, читає багато книг. Бестужев – смуглявий, темноволосий, трішки нижчий за Лілю. Як і героїня, він мріяв вступити до академії, проте не склав екзамен з української мови та подав документи в КПІ.

- Кицюндра – подруга Лілії, що вчилась у паралельному класі. Згодом переїхала у Вінницю, проте дівчата не переставали спілкуватися.

## Значення твору
Книга має важливе значення як твір, у якому відображені перші роки відродження Києво-Могилянської академії, а також складні часи після проголошення незалежності України. Час, коли усвідомлюєш, що ти – це частина України, позиціонуєш себе свідомою громадянкою і переходиш на державну мову.

## Нагороди
- Роман увійшов до коротких списків премій "Дитяча книга року Бі-Бі-Сі-2017" та "ЛітАкцент року 2017" [1].
- Книга здобула відзнаку "Барабуки" за номінацією "Дебют року в прозі" [2].